# Kōhei Usui
Kōhei Usui (臼井 幸平?, Usui Kōhei; Yokohama, 16 luglio 1979) è un ex calciatore giapponese, di ruolo difensore.